# 胡树华
胡树华（1961年—），汉族，中华人民共和国政治人物、第十一届全国政协委员。
加入中国民主同盟，担任民盟湖北省委副主委、湖北省信息产业厅副厅长。2008年，当选第十一届全国政协委员，代表科学技术界，分入第三十一组。2018年1月，当选第十三届全国政协委员。